# Elphomega
Elphomega, nombre artístico de Sergio Albarracín (Málaga, 1976), es un MC español.

## Biografía
Inició su andadura en el Hip Hop junto con el grupo Nazión Sur, donde empieza como letrista en la sombra - cuando cuenta con tan solo 15 años, formando parte de la posse hasta 1994, año en el cual colabora, ya en el micrófono, en el tema Málaga mafia de la maqueta Con 40 de fiebre. En aquella época tenía 18 años y hasta entonces se había dedicado fundamentalmente al mundo del grafiti, disciplina que aún practica. Su formación artística es autodidacta, aunque siguió un curso de pintura en la Escuela de Artes y Oficios de Málaga.
Tras algunos años inactivo en el mundo del rap, empezó a grabar maquetas y a moverlas por Málaga, a la vez que colaboró con gente del panorama underground. Colaboró en el primer disco de Hablando en plata, A sangre fría. Finalmente obtuvo reconocimiento en el 2002 con una maqueta producida por El Cerebro, con la que se dio a conocer nivel nacional. Más tarde, colaboró nuevamente en varios temas del segundo LP de Hablando en plata Supervillanos de alquiler, así como comenzando una gira con ellos, recorriendo escenarios de toda España. En 2004 pasó a formar parte del sello discográfico Zona Bruta, ese mismo año se publicó su primer maxi, bajo el título de One man army. Elphomega ha colaborado en el proyecto Kompetición II de 995 y en discos de artistas como Frank T o Guateque All Stars, entre otros.
En su temática son frecuentes las alusiones a los cómics, de los cuales se declaró un gran aficionado.[cita requerida] También hace referencias a la cultura de masas estadounidense, como películas y temática de ciencia ficción. Suele emplear anglicismos.
Temáticas complejas que van desde la infancia añorada, "el miedo al otro", sueños encarnados y choques con nuestro alter ego, hasta otras más triviales como las revistas para adultos o el simple acto de dormir o desayunar, aunque a menudo las letras de Elphomega suelen ser más trascendentales de lo que aparentan. Un personal sentido de la competición y de las temáticas alejan a las letras de Elphomega de los tópicos del género.
En 2005 salió a la luz su primer larga duración Homogeddon. En los temas Obertura, Libro de salvación (con Hablando en Plata e Illpack (con Capaz) el artista malagueño aborda una temática de ciencia ficción apocalíptica. En Juerga Lunar menciona al superhombre de Nietzsche. Ésta referencia también aparece en uno de los últimos temas que ha grabado, Más que humano. La instrumental de Homogeddon contiene un sample del cantante brasileño Roberto Carlos.

Le tengo bastante cariño al arte elaborado completamente a mano que realicé para el disco. Aún guardo las planchas originales compuestas a base de collages, fotocopias, transparencias, letras mecanografiadas… todo en blanco y negro y rosa pastel. Muy romántico y muy punk.

Las canciones están escritas en 2004. Por entonces había vuelto a casa de mis padres después de vivir un año en Granada y dar por finalizado un negocio. Recuerdo repetir una y otra vez los ritmos de “Helis” y “Juerga lunar” en la mini cadena de mis padres, y yo ahí escribiendo en la mecedora de la salita, una estampa. Excepto un par de canciones, todas las voces del disco las hice con Rayka. Por allí pasaron Sicario y Capaz a aportar sus colaboraciones y las de Hablando en Plata. Era la época comprendida entre "Supervillanos de alquiler" y "La división de la victoria", uno de los momentos más creativos del Squad.
Homogeddon tardó en publicarse varios meses después de estar todo acabado. Recuerdo lo jodido que me resultó aquella espera, sentimiento acrecentado por tratarse del primer disco y la ansiedad de tenerlo en mis manos. No fue un álbum excesivamente pensado, al contrario de los dos siguientes. Es más anárquico, creo. O quizás lo sienta así por estar condicionado al experimentar el proceso y la forma en que se construyó. Las temáticas son de alguien más crítico y enfadado, que es a lo que muchos me piden que regrese. Y entre toda esa trama de conspiraciones,
muerte y destrucción tenemos “Historia de mi voz en off” o “Sexydoscopio”, una rareza poética para la que me inspiré en la obra de Glenn Barr, un artista que admiro y que ilustró la portada del Which Doobie U B?, el primer álbum del grupo Funkdoobiest." Elphomega

La canción "Juerga lunar" de este álbum aparece sampleada en "No nos conoces" del disco "Sangre azul" de Mitsuruggy.
A finales de 2005, Elphomega colaboró en varios conciertos con Hablando en plata, SFDK y Falsalarma en su ciudad natal, Málaga. A finales del 2006 colaboró en el álbum Simbiosis de El Cerebro, que salió a la venta a principios de febrero de 2007, bajo el sello discográfico Gris Materia.
El 14 de abril de 2007 se editó su segundo disco larga duración llamado El testimonio Libra, compuesto por 18 temas producidos por el Sr. Narko, Rayka, Zeta, DJ Vú, R de Rumba y Big Hozone, contando con las colaboraciones de Capaz, Kultama y Violadores del Verso. Destacan temas como MK Ultra, Viaje astral, Identidad secreta, Illpack 2: Hijos de Kubrick, Nada mejor (Illpack 3D), estos dos últimos de temática cinematográfica, cuentan con la colaboración de Capaz, continuando la saga Illpack iniciada en su primer álbum y con presencia nuevamente en el siguiente trabajo del artista, "Phantom Pop".

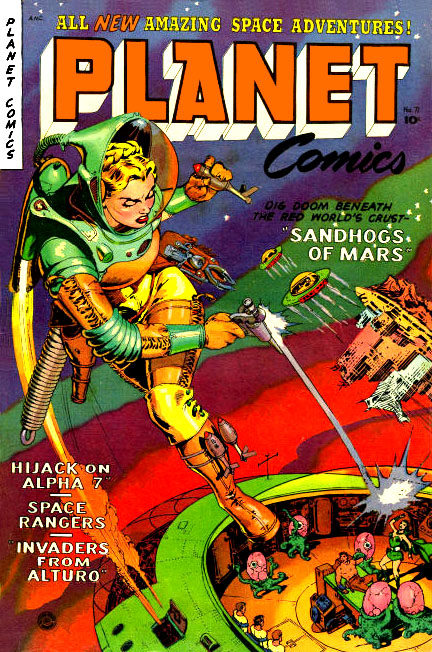
En las letras de Elphomega son frecuentes las alusiones a los cómics, de los cuales se declaró un gran aficionado. También hace referencias a la cultura de masas estadounidense, como películas o series de televisión.

A comienzos de marzo del 2011 saca un EP gratuito con Elvira, guitarrista de Standstill.
El 22 de marzo de 2011 salió a la venta "Phantom Pop" un disco de 14 cortes ampliamente alejado de los lanzamientos habituales que se producen hoy por hoy, diferente de sus anteriores trabajos, de clara madurez. Lo define como su disco "más sincero", y en él se ha dedicado a "divagar" sobre situaciones, pensamientos, estados de ánimo, emociones... Las letras de Phantom Pop se alejan del mensaje competitivo y del egotrip habitual en el hip-hop español. "La idea era avanzar en los textos hacia otros campos, a contar cosas de manera diferente", señala Albarracín, que añade: "No creo que el rap tenga que ser egotrip o crítica social, para mi cualquier historia que cuentas rimada sobre un ritmo es rap".
La música, casi toda a cargo del Sr. Narko (también conocido como Doc Diamond), viene marcada por el folk estadounidense, el pop independiente, la electrónica o la música popular de los años 50 o 60. Nada habitual para una producción rap, pero es que parte del reto era también "que el disco le pudiera entrar a una persona que le guste cualquier tipo de música". A pesar de las diferencias con respecto a los discos anteriores, el MC continúa la temática cinéfila que lo caracteriza en los temas Illpack debe morir (con Capaz) y Ratas de videoclub.
Elphomega afirma que: "Me gusta el género, pero el rap español no hay por donde cogerlo", ya que entiende que acabó la "edad de oro" del hip hop español y le parece "aburrido" el egotrip y "demagógicas" las canciones de crítica social, "yo ya no escucho un disco de rap español, lo que se hace no me da ganas de investigar, todo lo que llega a mis oídos es lo mismo y prefiero no perder el tiempo"; "En España hemos aceptado cuatro conceptos originales del estilo musical, que están implícitos en su raíz y son importantes, pero no nos podemos cerrar a eso o tomarlos como un dogma. Todo lo rimado es rap y esa libertad es lo que me pone a mi. Me pone hablar de cualquier cosa, sea realidad o ficción".
En 2012 una conocida óptica española escogió uno de los temas de Elphomega para poner música a su anuncio de televisión. El tema elegido fue "Summer Breeze", del disco "Phantom Pop" en el cual interviene Masia One.
El siguiente disco tuvo previsto que saliese en 2015, tal y como él mismo vaticinó, si bien no fue así, aunque lanzó previamente dos descartes a modo de adelanto:  "Superación" y "Good, Real Good, Adiós".
Ha afirmado que nunca colaboraría con un artista al que no respeta.
Mitsuruggy lo cita entre sus influencias, considerándolo un gran letrista.
En 2020 realizó una canción original para la banda sonora de la película Orígenes Secretos de David Galán Galindo. Se trata de una colaboración con Kase.O con producción de RdeRumba y coros de Klau Gandía y Carlos Porcel, quien también se encargó de algunos arreglos del tema. La colaboración entre el rapero zaragozano y el malagueño surgió a petición del propio director, que se reconoce como seguidor del rap en castellano.

## Discografía
- "Leyenda: Rap Contienda" (Maqueta) (1998)
- "Fácil de Escuchar" (Maqueta) (2000)
- "El Fenómeno" (Maqueta) (2000)
- "Elphomega" (Maqueta) (2002)
- "One Man Army" (Maxi) (Zona Bruta, 2004)
- "Homogeddon" (LP) (Zona Bruta, 2005)
- "El Testimonio Libra" (LP) (Zona Bruta, 2007)
- "Phantom pop" (LP) (BOA Music, 2011)
- "Catarata" (LP) (Navaja Suiza, 2014)
- "Nebuloso" (LP) (Navaja Suiza, 2016)
- "The Freelance" (LP) (Navaja Suiza, 2019)
- "The F2eelance" (LP) (Navaja Suiza, 2023)

## Colaboraciones
- Hablando en Plata "Los Hombres Del Hampa" (1999)
- Frank T "Frases (con Hablando en Plata)" (Frankattack, 1999)
- Hablando en Plata "A Sangre Fría" (2001)
- Cabal "Al Rojo Vivo" (2002)
- Cabal "El Forjador De Pesadillas" (2002)
- Guateque All Stars "Guateque All Stars" (2002)
- Hablando en Plata "Supervillanos de Alquiler" (2003)
- Dj Down "Trabajos Manuales Pt.2 (Recorta, pega y colorea)" (2004)
- Jota Mayúscula "Una vida Xtra" (2004)
- 995 "Kompetición 2" (2004)
- VV.AA. "Más que Hip Hop" (2004)
- Hablando en Plata "La División de la Victoria" (2006)
- El Cerebro "Simbiosis" (2007)
- Violadores del Verso "Gira 06/07 - Presente" (2007)
- Hablando en Plata "Libertad/Hambre" (2009)
- Cres "We rip mics (con Mykill Myers y Kev Brown)" (Hip Hop Change My Life, 2010)
- Rack Eterno "Está cayendo " (El asesinato de la creación, 2010)
- Capaz "Knightmares " (Último Cigarro, 2010)
- Elvira "Navaja Suiza " (Descarga EP Gratuito 2010)
- Elvira "Rancho de Luz " (Descarga EP Gratuito 2010)
- Tote King & Duddi Wallace "Sólo importa hoy" (El Tratamiento Regio 2013)
- Gordomaster "Shooterland" (Las 13 Técnicas del Maestro, 2013)
- Liantes "No hay reparos" (El Ego de los Humildes 2013)
- Capos Crimini "Mi identidad" (Por la verdad absoluta, 2013)
- Zarman "Suena Fine" (Prod. Roberto Vendetta 2013)
- DJ Sweet, Lírico "Nice & Smooth" (Agoraphobia 2.0, 2013)
- Mi Amargo, Erik Urano "Tarot" (Documentar, 2014)
- Samy Marto "Hot papers" (El rey del sur, 2015)
- Sicario "Orden en el Caos" (Infinito, 2016)
- Joseph, Krstn "The Stone" (Antártica, 2016)
- Sokez "No se fía" (YO, 2017)
- Sandro Jeeawock, Swallow X "Maldición" (Golden Boy, 2017)
- The End of the Human Race "Comida china para dos (para llevar)" (Quema bosques quema puentes, 2017)
- Guerrita, Ciclo "Hasta que vuelque el bote" (Loto y Papiro, 2017)
- Joseph "El collar de perlas de Martha Wayne" (2017)
- Dheformer, Ciclo "Fire escape reflection" (Supremo conocimiento del mundo, 2018)
- VV.AA. "Los Borbones son unos ladrones" (2018)
- Sr. Chen "Guernica" (Espero que te guste, 2018)
- Quilate "No tengas miedo" (Boom Bap!, 2018)
- Julia Martín "Ya te veo venir" (S.U.P.E.R.R.E.A.L., 2018)
- mAthe "Superbueno - Doc Diamond Remix" (Puzle, 2019)
- Hide Tyson, Sokez "Do the Gremlin" (2019)
- Julia Martín "CTRL-Z" (YULAI BOMBAY, 2025)